# Mars Climate Sounder

Спектрометр MCS.

Mars Climate Sounder (MCS) — один из основных приборов, установленных на борту космического аппарата Mars Reconnaissance Orbiter. Mars Climate Sounder постоянно направлен вниз в атмосферу Марса, чтобы измерять количество водяного пара, пыли и температуры. Спектрометр имеет два телескопа с апертурой 4 см и детекторы, предназначенные для регистрации интенсивности излучения в различных диапазонах. MCS является спектрометром с одним видимым/ближним ИК каналом (от 0,3 до 3,0 мкм) и восемью дальними инфракрасными (от 12 до 50 мкм) каналами. MCS наблюдает атмосферу на горизонте Марса, разбивая её на вертикальные участки и проводя свои измерения в пределах каждого сектора по 5 км каждый. Данные с прибора собираются в ежедневные глобальные карты погоды, с её основными показателями: температурой, давлением, влажностью и плотностью пыли. Прибор был создан Лабораторией реактивного движения. Достижения в области технологий помогли сделать спектрометр более легким и компактным. Устаревший аналог спектрометра был разработан Лабораторией реактивного движения в 1992 году и использован в миссии Mars Climate Orbiter 1998 года.